# 사와 호마레
사와 호마레(일본어: 澤 穂希, 1978년 9월 6일~)는 일본의 전직 여자 축구 선수로 포지션은 미드필더이다.

## 경력

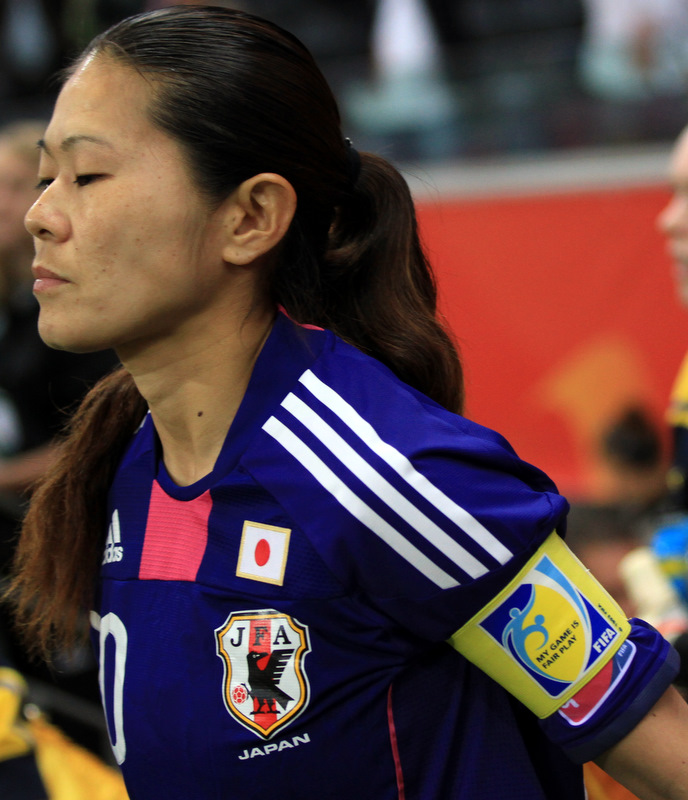
2011년 FIFA 여자 월드컵에 참가한 사와

1991년 일본 여자 축구 리그 소속 클럽인 요미우리 벨레자에 입단하면서 데뷔했으며 15세 때인 1993년 일본 여자 축구 대표팀에 발탁되었다. 1993년 12월 6일에 열린 필리핀과의 경기에서 데뷔했으며 자신의 여자 축구 대표팀 첫 경기에서 4득점을 기록했다.
1995년 FIFA 여자 월드컵과 1999년 FIFA 여자 월드컵, 2003년 FIFA 여자 월드컵, 2007년 FIFA 여자 월드컵, 2011년 FIFA 여자 월드컵을 비롯해서 1996년 하계 올림픽과 2004년 하계 올림픽, 2008년 하계 올림픽, 2012년 하계 올림픽에서 일본 대표로 출전했으며 일본 여자 축구 대표팀 최다 출전 기록과 최다 득점 기록을 동시에 보유한 선수이다. 특히 2011년 FIFA 여자 월드컵에서 일본 여자 축구 대표팀의 주장을 맡는 동안 멕시코와의 조별 예선 경기에서 해트트릭을 기록했고 미국과의 결승전 경기에서 연장 후반 12분에 나온 2-2 동점골을 기록하는 등 총 5득점을 기록했으며 골든볼(대회 MVP)과 골든슈(대회 득점왕)를 석권하면서 일본의 사상 첫 FIFA 여자 월드컵 우승에 공헌했다.
2001년 미국 여자 프로 축구 리그(WUSA) 클럽인 애틀랜타 비트로 이적했지만 2003년 미국 여자 프로 축구 리그가 재정난을 이유로 중단되면서 하차했고 2004년 닛폰 TV 벨레자로 이적하면서 일본 무대에 복귀하게 된다. 2009년부터 2010년까지 미국 여자 프로 축구(WPS) 소속 클럽인 워싱턴 프리덤 소속으로 뛰었고 2011년부터 2015년까지 INAC 고베 레오네사 소속으로 뛰었다. 2012년 1월 9일 스위스 취리히에서 열린 FIFA 발롱도르 시상식에서 2011년 FIFA 올해의 여자 선수로 선정되었으며 2012년 하계 올림픽에서 일본의 올림픽 여자 축구 은메달 수상에 공헌했다.
2014년 AFC 여자 아시안컵에서 일본의 사상 첫 우승에 공헌했다. 2015년 FIFA 여자 월드컵에서는 브라질의 포르미가와 함께 FIFA 여자 월드컵에 6차례 출전한 선수로 기록되었다. 일본은 2015년 FIFA 여자 월드컵에서 준우승을 자치했다. 2015년 말 현역 은퇴를 선언했다.

## 통계
| 일본 | 일본 | 일본 |
| 연도 | 출전 | 득점 |
| ---- | ---- | ---- |
| 1993 | 4    | 4    |
| 1994 | 6    | 1    |
| 1995 | 8    | 0    |
| 1996 | 10   | 3    |
| 1997 | 7    | 13   |
| 1998 | 10   | 4    |
| 1999 | 8    | 0    |
| 2000 | 1    | 1    |
| 2001 | 8    | 6    |
| 2002 | 8    | 5    |
| 2003 | 12   | 10   |
| 2004 | 8    | 2    |
| 2005 | 9    | 3    |
| 2006 | 17   | 7    |
| 2007 | 14   | 6    |
| 2008 | 15   | 7    |
| 2009 | 1    | 0    |
| 2010 | 15   | 3    |
| 2011 | 16   | 5    |
| 2012 | 10   | 1    |
| 2013 | 2    | 0    |
| 2014 | 8    | 1    |
| 2015 | 8    | 1    |
| 통산 | 205  | 83   |

## 수상

### 클럽
닛폰 TV 벨레자
- 일본 여자 축구 리그 8회 우승 (1991, 1992, 1993, 2005, 2006, 2007, 2008, 2010)
- 황후배 전일본 여자 축구 선수권 대회 7회 우승 (1993, 1997, 2004, 2005, 2007, 2008, 2009)
- L리그컵 1회 우승 (1996)
- 나데시코 리그컵 1회 우승 (2007)
- 나데시코 슈퍼컵 2회 우승 (2005, 2007)

INAC 고베 레오네사
- 일본 여자 축구 리그 3회 우승 (2011, 2012, 2013)
- 황후배 전일본 여자 축구 선수권 대회 4회 우승 (2011, 2012, 2013, 2015)
- 나데시코 리그컵 1회 우승 (2013)

### 국가대표
일본
- 2008년 동아시아 여자 축구 선수권 대회 우승
- 2010년 동아시아 여자 축구 선수권 대회 우승
- 2010년 아시안 게임 여자 축구 금메달
- 2011년 FIFA 여자 월드컵 우승
- 2012년 하계 올림픽 여자 축구 은메달
- 2014년 AFC 여자 아시안컵 우승
- 2015년 FIFA 여자 월드컵 준우승

### 개인
- AFC 올해의 여자 축구 선수 2회 선정 (2004, 2008)
- 2008년 동아시아 여자 축구 선수권 대회 대회 MVP 선정
- 2010년 동아시아 여자 축구 선수권 대회 대회 MVP 선정
- 2011년 FIFA 여자 월드컵 골든볼(대회 MVP) 수상
- 2011년 FIFA 여자 월드컵 골든슈(대회 득점왕) 수상
- 2011년 FIFA 여자 월드컵 베스트 일레븐 선정
- 2011년 FIFA 올해의 여자 선수 선정
- 2011년 일본 올해의 축구 선수 선정 (여자 선수로는 최초)
- 일본 여자 축구 리그 MVP 2회 선정 (2006, 2008)
- 일본 여자 축구 리그 베스트 일레븐 11회 선정 (1993, 1995, 1996, 1997, 1998, 2005, 2006, 2007, 2008, 2011, 2012)
- AFC 아시아 축구 명예의 전당 (2014)

### 표창
- 국민영예상 (2011, 일본 여자 축구 대표팀의 일원으로 수상함)
- 기구치 간상 (2011)